# آویا

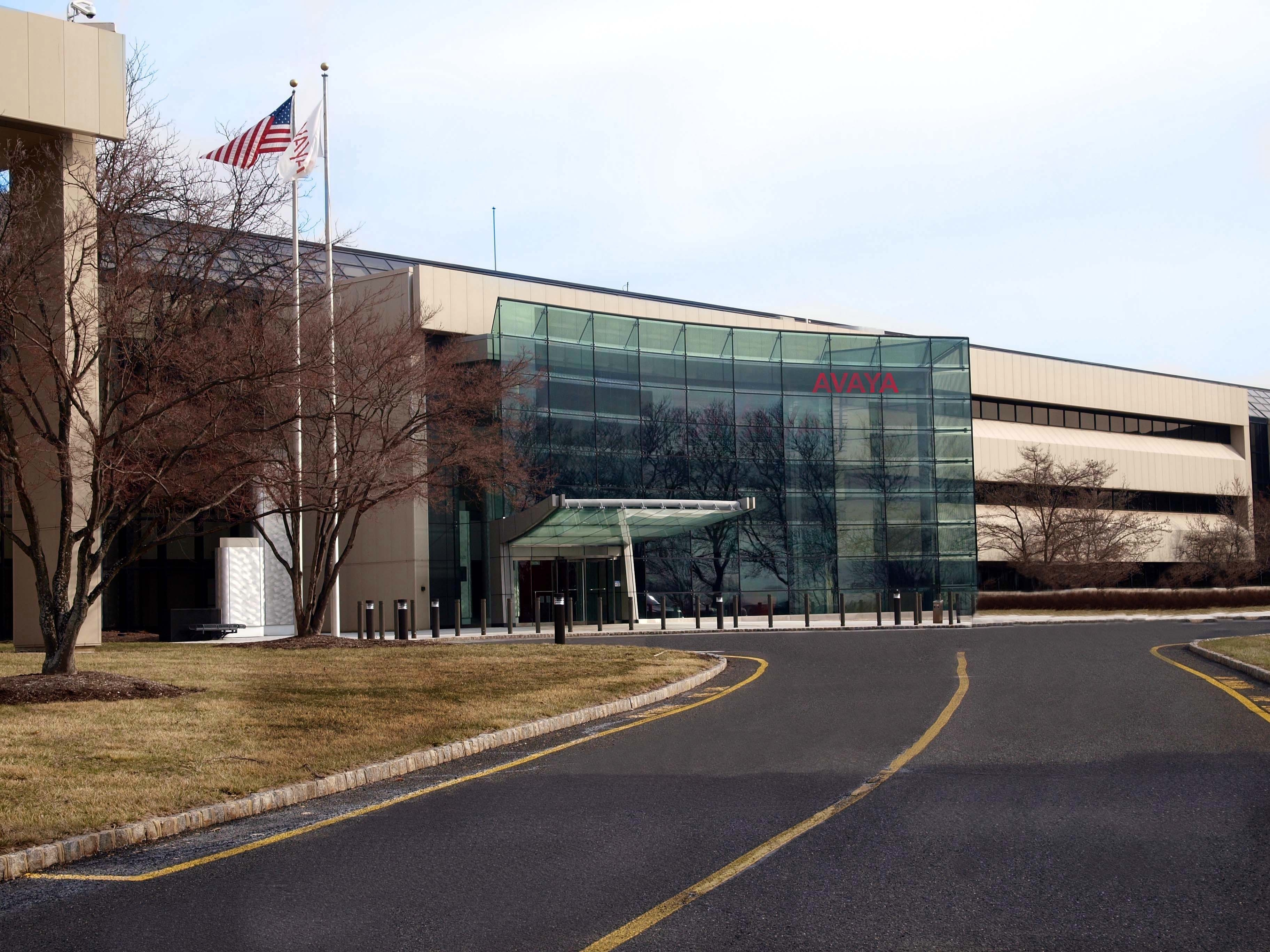
ساختمان مرکزی شرکت آوایا در بسکینگ ریدج، نیوجرسی

آویا (به انگلیسی: Avaya) شرکت ارائه‌دهنده سیستم‌های ارتباطاتی و تجهیزات شبکه است، که دفتر مرکزی آن در شهر بسکینگ ریدج، نیوجرسی، ایالات متحده قرار دارد.
حوزه اصلی فعالیت شرکت آوایا  در زمینه ارائه شبکه‌های رایانه‌ای (روترها، سوئیچ‌ها و سایر سخت‌افزارهای شبکه)، سیستم‌های ارتباطات یکپارچه، تجهیزات مراکز ارتباطاتی و محصولات ویدئویی (سخت‌افزار و نرم‌افزار یکپارچه) می‌باشد.